# Kootsaare poolsaar
Kootsaare poolsaar (Kootsaareudden) är en udde på Dagö i västra Estland. Den ligger i Hiiu kommun i Hiiumaa (Dagö) (Dagö kommun och län), 140 km väster om huvudstaden Tallinn.
Kootsaare poolsaar ligger på Dagö nordväst kust mot Östersjön, mellan vikarna Meelste laht i nordost (bortom den ligger Dagös nordudde Taknenäset) och Reigi laht i sydväst. Uddens yttersta spets benämns Kootsaare nina. Udden ligger på byn Röicks (estniska: Reigi) utmarker. Runt Kootsaare poolsaar är det mycket glesbefolkat, med 3 invånare per kvadratkilometer. Närmaste större samhälle är Kärrdal, 16 km öster om Kootsaare poolssar.
Inlandsklimat råder i trakten. Årsmedeltemperaturen i trakten är 4 °C. Den varmaste månaden är juli, då medeltemperaturen är 16 °C, och den kallaste är januari, med −8 °C.